# Hanson Ramsaran
Hanson Sharmah Ramsaran (ur. 2001) – maurytyjski zapaśnik walczący w stylu wolnym. Brązowy medalista igrzysk Wysp Oceanu Indyjskiego w 2023 roku.